# NGC 71
NGC 71 est une galaxie lenticulaire dans la constellation d'Andromède. NGC 71 a été découverte par R. J. Mitchell en 1855, et observée en 1865 par Heinrich Louis d'Arrest, qui l'a décrite comme extrêmement faible, très petite et ronde.

## Caractéristiques
Sa vitesse par rapport au fond diffus cosmologique est de 6 277 ± 26 km/s, ce qui correspond à une distance de Hubble de 92,6 ± 6,5 Mpc (∼302 millions d'al).
À ce jour, trois mesures non basées sur le décalage vers le rouge donnent une distance de 91,767 ± 16,612 Mpc (∼299 millions d'al), ce qui est à l'intérieur des valeurs de la distance de Hubble.

## Groupe de NGC 68

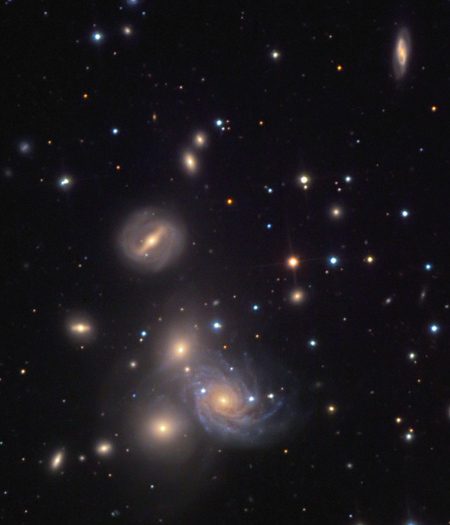
NGC 71 est la galaxie lenticulaire directement au-dessus de la galaxie spirale NGC 70.

NGC 71 fait partie du groupe de NGC 68 et est la deuxième plus grande galaxie du groupe après la galaxie spirale NGC 70.   La galaxie fait environ 130 000 années-lumière d'envergure, soit un peu plus grande que la Voie lactée. Le groupe de NGC 68 contient au moins une quarantaine de galaxies, dont NGC 67, NGC 68, NGC 69, NGC 70, NGC 72 et NGC 74.